# 12族元素
12族元素（常稱鋅族元素）是指元素週期表上第12族（ⅡB族）的元素，位于11族元素和硼族元素之间。12族元素包含鋅（Zn）、鎘（Cd）、汞（Hg）和具放射性的超重元素鎶（Cn）。
在12族元素中，锌、镉和汞都在大自然中存在。它们都被广泛应用于电气和电子应用以及各种合金。锌和镉在标准情况下都是固体金属，而汞是常温下唯一一种呈液態的穩定金属。锌对生物非常重要，而镉和汞都是剧毒。鿔不存在于自然界，只能在实验室中合成。

## 物理和原子性质
和元素周期表中的其它族一样，12族元素的电子排布有规律，这导致了它们在化学性质上的趋势：
| Z   | 元素 | 电子排布                        |
| --- | ---- | ------------------------------- |
| 30  | 锌   | 2, 8, 18, 2                     |
| 48  | 镉   | 2, 8, 18, 18, 2                 |
| 80  | 汞   | 2, 8, 18, 32, 18, 2             |
| 112 | 鿔   | 2, 8, 18, 32, 32, 18, 2（预测） |

12族元素都是软的抗磁性二价金属。它们在所有过渡金属中有最低的熔点。锌是蓝白色有光泽的金属，不过大部分商品级的锌的颜色较暗。镉是软的、有延展性的蓝白色金属，汞则是重的液态银白色金属。相较于其它金属，汞的导热性较差，但是好的电导体。
下表列出了12族元素的物理性质，其中鿔的数据源自理论计算。
| 名称     | 锌               | 镉               | 汞              | 鿔                |
| -------- | ---------------- | ---------------- | --------------- | ----------------- |
| 熔点     | 693 K（420 °C）  | 594 K（321 °C）  | 234 K（−39 °C） | 283±11 K（10 °C） |
| 沸点     | 1180 K（907 °C） | 1040 K（767 °C） | 630 K（357 °C） | 340±10 K（60 °C） |
| 密度     | 7.14 g·cm−3      | 8.65 g·cm−3      | 13.534 g·cm−3   | 14.0 g·cm−3       |
| 外观     | 蓝灰色           | 银灰色           | 银色            | ?                 |
| 原子半径 | 135 pm           | 155 pm           | 150 pm          | ? 147 pm          |

锌的密度略低于铁，为六方晶系结构。它是硬和脆的金属，但在100—150 °C（212—302 °F）下有延展性。锌在超过210 °C（410 °F）的温度下又会重新变脆，一敲打就会粉碎。它是好的电导体。锌在金属之中有较低的熔点（419.5 °C, 787.1 °F）和沸点（907 °C, 1,665 °F）。镉和锌的性质类似，但会形成配合物。镉是耐腐蚀的金属，因此可用作其它金属的保护层。大块的镉不溶于水也不可燃，但镉粉会燃烧并产生有毒烟雾。汞作为一种d区元素，具有不寻常低的熔点。对于这个性质的完整解释需要非常深入量子物理的领域，但是可以简述如下：汞的核外电子排布很特别，电子填满了所有1s、2s、2p、3s、3p、3d、4s、4p、4d、4f、5s、5p、5d和6s亚层。由于这样的电子排布强烈地阻止汞原子失去电子，所以汞的性质与稀有气体类似，会形成弱的分子间作用力，以至于固体非常容易熔化。汞6s亚层的稳定性源于全满的4f亚层。f亚层的屏蔽效应影响很小，会增加原子核对6s亚层的库仑力（参见镧系收缩）。缺少填满的f亚层是镉和锌沸点相对较高的原因，不过这两种金属仍然很容易熔化，而且它们的沸点也非常低。金原子比汞原子少一颗6s电子，因此它的电子较容易失去，使得金可以形成较强的金属键。
锌、镉和汞可以形成很多合金。黄铜是锌和铜的合金，其它可以和锌形成二元合金的金属包括铝、锑、铋、金、铁、铅、汞、银、锡、镁、钴、镍、碲和钠。由于其低摩擦系数和抗疲劳性，镉被用于多种焊料和轴承合金。它也存在于一些低熔点合金中，例如伍德合金。因为汞是液体，所以它可以溶解许多金属和合金，形成汞齐，例子有金汞齐、锌汞齐和钠汞齐。由于铁不会形成汞齐，因此铁烧瓶经常被用作汞交易的容器。其它不形成汞齐的金属包括钽、钨和铂。钠汞齐是有机合成常用的还原剂，也用于高压钠灯中。汞会和铝反应，形成铝汞齐。这种汞齐会和空气反应生成氧化铝，因此汞可以腐蚀铝。因此，汞不允许被带上飞机，以避免它和飞机的铝部件反应。

## 化学性质
对12族元素的化学性质研究主要针对这一族的前三个元素。鿔的化学性质研究尚未完善，因此这个章节仅涉及锌、镉和汞。

### 周期律
所有12族元素都是金属。由于镧系收缩，镉和汞的原子半径相似。因此，这一族的趋势并不像碱土金属那样原子半径从上到下平滑增加。锌、镉和汞都是低熔点和沸点的金属，表示它们的金属键较弱。
锌和镉都是电正性元素，但汞不是。因此，金属锌和镉都是好的还原剂。12族元素在+2氧化态下有全充满的d10电子构型，因此较稳定。不过，汞可以轻易还原成+1氧化态，它通常存在于Hg2+
2中。这个离子由两个汞(I)离子以金属-金属键键结而成，有抗磁性。镉也可以形成像是 [Cd2Cl6]4−的物种，其中镉的氧化态为+1。和汞一样，这个物种含有金属-金属键，有抗磁性。锌(I)主要存在于气态，像是线形的Zn2Cl2的物种中。固态的锌(I)存在于很不寻常的二(五甲基环戊二烯)基二锌（Cp*Zn–ZnCp*）中。

### 归类
12族元素通常被归类为d区元素，但由于d亚层已满而不被看做过渡金属。由于12族元素的价电子在ns2轨道中，因此一些作者将其归类为主族元素。尽管如此，它们和几乎一定会被看作过渡金属的11族元素有相似的地方。举个例子，锌和旁边的过渡金属铜有很多相似的性质。锌会形成许多与铜(II)配合物化学计量相同的配合物，但配合物稳定常数较小。由于银(II)罕见且是强氧化剂，所以镉和银并不相似。类似地，金的常见氧化态是+3，排除了汞和金之间存在许多共同的化学反应。汞(I)和金(I)之间存在相似之处，例如都可以形成线形的氰配合物 [M(CN)2]−。根据IUPAC对过渡金属的定义（其原子或阳离子有未填满的d亚层），锌和镉不是过渡金属，而汞是过渡金属。这是因为只有汞有高于+2氧化态的化合物——四氟化汞（不过因为后来的实验无法重现其合成，所以它是否存在仍有争议）。威廉·巴里·简森（William Barry Jensen）认为四氟化汞只能在特殊的不平衡状态下存在，应当被看做一个特例，所以汞不该看做是过渡金属。

### 和碱土金属的关系
虽然12族元素位于d区块，但它们的d电子几乎不会参与成键。这个性质类似主族元素，与旁边的11族元素（铜、银和金）形成鲜明对比。12族元素的性质可以和碱土金属的前两个元素——铍和镁之间有用地比较，并且在早期的8行元素周期表中，这种关系变得更清楚。举个例子，锌和镉在原子半径、离子半径、电负性、二元化合物的结构、可以和各种含氮或氧配体形成配合物的方面都与铍和镁相似。不过，铍和镁是小原子，所以性质不像更大的重碱土金属，而是更像12族元素（有更大的核电荷，但价电子数一样）。此外，由于d区块收缩和镧系收缩，从铍到镭（类似碱金属）的周期表趋势并不像从铍到汞（类似p区块的主族元素）那样平滑。d区块收缩和镧系收缩也给了汞很多独特的性质。
| 名称               | 铍               | 镁               | 钙               | 锶               | 钡               | 镭               |
| ------------------ | ---------------- | ---------------- | ---------------- | ---------------- | ---------------- | ---------------- |
| 价电子排布         | 2s2              | 3s2              | 4s2              | 5s2              | 6s2              | 7s2              |
| 内层电子排布       | [He]             | [Ne]             | [Ar]             | [Kr]             | [Xe]             | [Rn]             |
| 氧化态             | +2, +1           | +2, +1           | +2, +1           | +2, +1           | +2               | +2               |
| 熔点               | 1560 K (1287 °C) | 923 K (650 °C)   | 1115 K (842 °C)  | 1050 K (777 °C)  | 1000 K (727 °C)  | 973 K (700 °C)   |
| 沸点               | 2742 K (2469 °C) | 1363 K (1090 °C) | 1757 K (1484 °C) | 1655 K (1382 °C) | 2170 K (1897 °C) | 2010 K (1737 °C) |
| 外观               | 灰白色金属       | 亮灰色金属       | 暗银灰色         | 银白色金属       | 银灰色           | 银白色金属       |
| 密度               | 1.85 g·cm−3      | 1.738 g·cm−3     | 1.55 g·cm−3      | 2.64 g·cm−3      | 3.51 g·cm−3      | 5.5 g·cm−3       |
| 电负性             | 1.57             | 1.31             | 1.00             | 0.95             | 0.89             | 0.9              |
| 原子半径           | 105 pm           | 150 pm           | 180 pm           | 200 pm           | 215 pm           | 215 pm           |
| 离子半径           | 59 pm            | 86 pm            | 114 pm           | 132 pm           | 149 pm           | 162 pm           |
| 焰色反应           | 白色             | 亮白色           | 砖红             | 绯红             | 苹果绿           | 绯红             |
| 有机金属化学的研究 | 多               | 多               | 少               | 很少             | 很少             | 极少             |
| 氢氧化物           | 两性             | 碱性             | 碱性             | 强碱性           | 强碱性           | 强碱性           |
| 氧化物             | 两性             | 强碱性           | 强碱性           | 强碱性           | 强碱性           | 强碱性           |
| 名称               | 铍               | 镁               | 锌               | 镉               | 汞               | 鿔               |
| 价电子排布         | 2s2              | 3s2              | 4s2              | 5s2              | 6s2              | ? 7s2            |
| 内层电子排布       | [He]             | [Ne]             | [Ar]3d10         | [Kr]4d10         | [Xe]4f145d10     | ? [Rn]5f146d10   |
| 氧化态             | +2, +1           | +2, +1           | +2, +1           | +2, +1           | +2, +1           | ? +4, +2, +1, 0  |
| 熔点               | 1560 K (1287 °C) | 923 K (650 °C)   | 693 K (420 °C)   | 594 K (321 °C)   | 234 K (−39 °C)   | 283±11 K (10 °C) |
| 沸点               | 2742 K (2469 °C) | 1363 K (1090 °C) | 1180 K (907 °C)  | 1040 K (767 °C)  | 630 K (357 °C)   | 340±10 K (60 °C) |
| 外观               | 灰白色金属       | 亮灰色金属       | 蓝灰色金属       | 银灰色           | 银色             | ?                |
| 密度               | 1.85 g·cm−3      | 1.738 g·cm−3     | 7.14 g·cm−3      | 8.65 g·cm−3      | 13.534 g·cm−3    | 14.0 g·cm−3      |
| 电负性             | 1.57             | 1.31             | 1.65             | 1.69             | 2.00             | ?                |
| 原子半径           | 105 pm           | 150 pm           | 135 pm           | 155 pm           | 150 pm           | ? 147 pm         |
| 离子半径           | 59 pm            | 86 pm            | 88 pm            | 109 pm           | 116 pm           | ? 75 pm          |
| 焰色反应           | 白色             | 亮白色           | 青色             | ?                | ?                | ?                |
| 有机金属化学研究   | 多               | 多               | 多               | 多               | 多               | ?                |
| 氢氧化物           | 两性             | 碱性             | 两性             | 弱碱性           | ?                | ?                |
| 氧化物             | 两性             | 强碱性           | 两性             | 弱碱性           | 弱碱性           | ?                |

### 化合物
三个12族元素都会形成多种四面体形的物种，例如 MCl2−
4。锌和镉也可以形成八面体形的配合物，例如存在于金属盐的水合离子 [M(H2O)6]2+。通过使用s和p轨道，它们也可以形成共价化合物。然而，配位数超过四的汞很罕见。配位数为2、3、5、7和8的12族元素也是已知的。

## 历史

### 锌
锌在古代以不纯形式和黄铜等合金的形式被使用。锌也用于炼金术中。这种金属的名字于16世纪首次记录。由于金属锌的针状结构，其名字可能源自于德语（意为叉）。

锌的炼金术符号

金属锌由许多人于17世纪独立分离。由于德国化学家马格拉夫在1746年的一次实验中通过在没有铜的密闭容器中加热炉甘石和木炭的混合物而发现纯的金属锌，因此通常被认为是锌的分离者。1780年，意大利医生路易吉·伽伐尼用黄铜对青蛙的实验为发现电池、电镀和阴极防蚀铺平了道路。1799年，亚历山德罗·伏特发明了伏打电堆。1940年，人们发现了碳酸酐酶（一种从血液中清除二氧化碳的酶）的活性位点就是锌。

### 镉
1817年，镉在德国就以炉甘石矿物杂质的形式被弗里德里希·施特罗迈尔和卡尔·萨缪尔·勒伯莱希特·赫尔曼发现。这个元素的名字以发现矿物炉甘石“calamine”的名字命名为“cadmia”。施特罗迈尔之后通过硫化镉的焙烧和还原，成功得到金属镉。
1927年，国际计量局把米的定义重新定义为镉的一条红色谱线的波长的1,553,164.13倍。米之后又被重新定义（见氪）。同时，国际米原器也被用作一米的长度标准，在1960年米才被国际计量大会重新定义为氪-86在真空下的一条红橙色谱线波长的1650763.73倍。

### 汞

水星的天文符号（☿）自古以来就被用来代表汞元素

人们已在公元前1500年的埃及墓中发现汞，当时汞用作化妆品。古中国也使用汞，认为它可以延长寿命。公元前500年，汞常用于制造汞齐。炼金术师认为汞是形成所有金属的第一元素。他们认为不同的金属由不同数量和比例的硫和汞组成。其中，最纯的金属是金，而汞则是炼金术师把贱金属转化成金需要的物质。
Hg是汞的化学符号。这个符号源自希腊语 Ύδραργυρος（hydrargyros），是一个合成词，意为“水银”（hydr- = 水，argyros = 银）。这是因为汞和水一样是液体，也像银那样闪亮。这个元素以罗马神墨丘利的名字命名。汞还和水星有联系，而水星的天文符号就是汞的炼金术符号。汞是唯一一种炼金术士给的名字变成现在常用的名称的金属。

### 鿔
鿔是已知最重的12族元素，于1996年2月9日由德国达姆施塔特亥姆霍兹重离子研究中心（GSI）的西格德·霍夫曼和维克托·尼诺夫等人首次合成。2010年2月19日，这种元素由IUPAC以哥白尼的名字命名，而这一天正是他的第537个生日。

## 存在
和大多数d区元素的族一样，12族元素在地球地壳的丰度随着原子序数升高而下降。锌是12族元素中最常见的，丰度为65 ppm，而镉和汞的丰度分别为0.1 ppm和0.08 ppm，比锌低了几个数量级。鿔是半衰期只有几分钟的人造元素，所以只存在于实验室中。

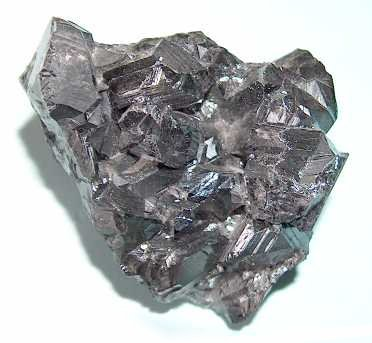
重要的锌矿闪锌矿（ZnS）

12族元素是亲硫元素，代表它们比起氧化物更倾向于形成硫化物。12族元素在商业中最重要的矿物都是硫化物矿物。硫化锌的矿物形式闪锌矿是开采量最高的锌矿，这是因为它含有大量（60–62%）的锌。目前仍未发现含有大量镉的矿床。唯一重要的含镉矿物硫镉矿（CdS）几乎总是与闪锌矿（ZnS）一起出现。这种关联是由于锌和镉之间相似的化学性质引起的，这使得地质分离不太可能。因此，镉主要是开采、冶炼和精炼硫化锌矿石的副产品，也是铅矿和铜矿的副产品。在西伯利亚的维柳伊河盆地中可以找到游离的金属镉。虽然汞在地球地壳中是稀有元素，但因其化学性质，它不易与地壳主量元素成矿，所以考虑到汞在普通岩石中的含量，汞矿中的汞是极为富集的。品位最高的汞矿有2.5%的质量是汞，即使品位最低的也有0.1%，是地壳中含量的12000倍。汞可能以金属单质（罕见）或是以朱砂（HgS）、氯硫汞矿、硫锑汞矿等矿物形式存在，其中朱砂最常见。
虽然汞和锌矿的含量足以开采，但镉与锌太相似，因此在锌矿石中总是含有少量的镉。世界已确认的锌资源总量约为19亿吨。锌在澳大利亚、加拿大和美国里有大型矿床，而伊朗的锌储量最大。按照目前锌的开采速度，这些储备估计将在2027年至2055年之间耗尽。2005年，中国是出产汞最多的国家，占全球市场的三分之二，吉尔吉斯斯坦次之。其它国家被认为从一些未被记录的来源产出了汞，比如电解炼铜的过程和对废水的提炼。由于汞是剧毒，因此朱砂的开采和汞的提炼都有很大的汞中毒风险。

## 生产
锌是第四常用的金属，仅次于铁、铝和铜，年产量1000万吨。全球95%的锌都来自它的硫化物矿物闪锌矿（ZnS），它几乎总是与铜、铅和铁的硫化物混合。金属锌之后通过提取冶金学提取。这些硫化锌会焙烧成氧化锌，之后这些氧化锌会通过火法冶炼或电解提炼生成金属锌。在火法冶炼中，人们会用碳或一氧化碳在950 °C（1,740 °F）还原氧化锌，生成的金属锌会以蒸汽形式蒸馏出来，然后冷凝收集。电解提炼则是先用硫酸从矿石里收集锌，然后电解产生金属锌。
镉是锌矿中常见的杂质。一些锌矿含有高达1.4%的镉。镉可以通过真空蒸馏从产生冶炼锌产生的锌蒸汽中分离出来，或是以硫酸镉沉淀的形式出现在电解液中。
品位最高的汞矿有2.5%的质量是汞，即使是品位最低的也有0.1%是汞。朱砂（HgS）在这些汞矿当中最常见。汞是由在空气中加热朱砂，然后冷凝产生的蒸汽而成的。
像是鿔等超重元素是在粒子加速器里通过较轻元素的轰击引起核聚变生产的。大部分的鿔同位素可以直接合成，但一些较重的鿔同位素只能通过原子序更高的元素衰变而成。1996年，GSI第一次聚变产生了鿔。他们检测到两次鿔-277的衰变链（不过其中一次后来被撤回，这是因为它基于维克托·尼诺夫捏造的数据）：
208
82Pb
 + 70
30Zn
 → 277
112Cn
 + 
n

## 应用
由于它们可以阻止氧化直到被完全腐蚀，锌和镉通常用作抗腐蚀剂。通过热浸镀锌，可以将金属锌转化为熔融形式，从而将其镀在其它金属上。它们也可以通过电镀镀在其它金属上。12族元素也用于电化学中，因为除了作为辅助参比电极之外，它们还可以替代标准氢电极，成为标准电极。
在美国，锌主要用于镀锌（55%）和制造黄铜和青铜等合金（37%）。锌可以通过让自己先被氧化来防止金属氧化，因此是有效的阴极防蚀材料。举个例子，埋藏地里的管道可以通过锌制成的阳极连接到管道，实现阴极保护。锌在传递电流时充当阳极，会慢慢腐蚀掉。锌还用于保护暴露于海水中的金属免受腐蚀。锌也是像碳锌电池和锌空气电池这样的电池的阳极材料。一种常用的含锌合金是黄铜，它是铜和3%至45%的锌混合形成的合金。黄铜通常比铜更具延展性且更强，并且具有出色的耐腐蚀性。 这些特性使其可用于通讯设备、硬件、乐器和水阀。其它广泛使用的锌合金包括镍银和商业用的青铜。以锌为主，含少量铜、铝和镁的合金主要用于压铸。这些合金以品牌名Zamak出售。在美国（2009年），大约有四分之一的锌以锌化合物的形式使用，大多在工业上使用。
镉有很多常见的工业用途，其中包括电池的制造、含镉颜料、涂层以及电镀。2009年，86%的镉都用于制造电池，尤其是可充电的镍镉电池。欧盟于2004年禁止在电子产品中使用镉，将电子产品中镉的允许含量降至0.002%，但也有例外。有6%的镉用于电镀。由于抗腐蚀，因此可以在飞机工业中找到。
汞主要用于制造工业化学品或用于电气和电子应用。它用于温度计，尤其是测量高温的温度计中。使用气态汞的荧光灯仍在增加。汞因为其毒性而在多数应用中被淘汰，并且在某些应用中被毒性较小但价格昂贵得多的镓铟锡合金取代。汞和其化合物也用于药物中，但因为其毒性得到了更广泛的了解而变得更少用。牙科用汞齐里面仍然含有汞。在20世纪末，汞的最大用处是在汞电池电解过程中生产氯气和氢氧化钠。
由于极强的放射性，鿔除了用于学术研究以外没有用处。

## 生物作用和毒性
锌是植物、动物和微生物所必须的微量元素。它是生物中第二常见的过渡金属，仅次于铁，也是唯一一种存在于所有酶中的金属。人体中有2–4克的锌，扮演着“无处不在的生物学角色”。一项2006年的研究预计有10%（2800个）人体蛋白质可能和锌结合，其中几百种可以运输锌。在美国，锌的参考膳食摄入量（RDA）是8毫克/天（女性）和11毫克/天（男性）。虽然美国国家科学研究委员会把锌的可耐受最高摄入量设为40毫克/天，但健康人可能不应该补充超过20毫克/天的锌。
汞和镉则有毒，如果它们进入雨水或河水，将会对环境造成损害。它们会在农作物里富集，而汞还会通过食物链的生物累积，造成汞中毒和镉中毒。